# Шабац
Шабац је градско насеље и седиште истоимене територијалне јединице у Србији. Административни је центар Мачванског управног округа. Према попису из 2022. било је 51.163 становника. Налази се у Мачви, односно Шумадији и западној Србији, на обали реке Саве. Развио се око утврђења подигнутих уз реку (Заслон, Бигир Делен).

## Историја
Средином 15. века, на месту данашњег Шапца помиње се тврђава Заслон. Први помен Заслона односи се на 16. април 1454. године ("Nikola conte di Xaslon", што је сасвим извесно, мачвански бан Никола Илочки). У нашим изворима, српски летописци записују: „приими Матеашь краль и Вукь деспоть Заслонь градь на рěцě Сави”, односно: „И тожде лето 6984 прими краљ Матијаш и Вук Деспот Заслон град на реци Сави, изе зовет се Шабац” или „Заслонь градь на Сави јеже зовет се по грьчьскому језику Шабась”. Заслон је био лоциран на западној падини потоњег Јеврејског гробља, окренутој ка бари Бент и даље према подручју ХИ Зорке (Думача). Временски припада 12—13 веку. Априла 1968. године откривени су остаци старог насеља, на падини окренутој ка бари Бент, где се по површини налазе фрагменти керамике.
У другој половини 15. века, после пада тадашње Србије под турску власт, Турци овладавају и овим крајевима. 1470. године на погодном месту, где се обала Саве благо уздиже, а недалеко од ушћа речице Камичак у Саву, Турци подижу тврђаву Бигир Делен, не много велику по димензијама, али снажних и високих бедема. Са кулама истуреним према Сави она је, кроз векове, представљала снажно упориште према турском супарнику у борби за превласт на Балкану-Угарској, и касније Аустроугарској. Турци новосаграђеној тврђави и граду који је око њених настајао, дају име Бејерделен, што у преводу са турског значи „онај који удара са бока”. Тако лоциран и утврђен град био је значајна турска испостава из које се могло лако упадати у угарску територију, контролисати саобраћај Савом и вршити успешно низ других војних функција.
Јануара 1476. године краљ Угарске Матија Корвин шаље три легије, са готово 15 хиљада људи из Будима, које су се копном и бродовима прво спустиле до Београда, а потом узводно до Шапца. До Шапца су трупе мађарског краља стигле 12. јануара 1476. године. Војска је отпочела са опсадом града. Шабачку тврђаву је тада од Мађара бранио Али-бег. Он је пре децембра 1476. послао у Шабац бројну војску. Градска посада је била опремљена топовима и муницијом, потпуно спремни за зимске услове, а људи и ствари су били у подрумима унутрашњег града. Са мађарске стране су били војни заповедници Вук Гргуревић — Змај Огњени Вук, Павле Кињажи и Влад Дракул. На спољним обалама опкопа, Матија Корвин је подигао логор за копнену војску, да спречи контакт посаде са спољним светом. На лицу места грађене су балисте и катапулти. Такође су прављени и покретни заклони који су ланцима померани ка градским зидинама. Упорно бомбардујући град, краљ је натерао посаду да се повуче из спољашњег у унутрашњи град. Борбе из непосредне близине и бомбардовање наставили су се наредна 22 дана. 2. фебруара стигао је у непосредну близину града Али бег Михалоглуђ, али је краљ са војском кренуо Турцима у сусрет. Мађари су испалили пар хитаца из топова на Турке. Матија Корвин се послужио лукавством. Прво је форсирао фронтални напад, потом је повукао војску дубље у позадину, како би изморена посада града одахнула, а онда је под окриљем ноћи напао тврђаву преко бродова прислоњених уз зидине са бокова. Изморена посада није више могла да пружи отпор. После неколико недеља Матија Корвин је напокон 15. фебруара освојио Шабац
Током неколико наредних векова Шабац је више пута прелазио из турске под аустријску власт и обратно. Током периода владавине једног или другог царства, једне или друге културе, град је мењао свој изглед. За турске владавине, а она је заправо прекидана само на релативно кратке временске периоде, био је то типични оријентални град, са уским уличицама, малим занатским радњама са ћепенцима и са више џамија са витким минаретима.

### Шабац под турском влашћу
За цео период под турском владавином не може се у ствари ни говорити о правом граду, јер се живот одвијао углавном у тврђави и непосредно око ње. Један од разлога за слабији развој градског насеља је и конфигурација терена. Сава и речица Камичак чинили су природну препреку развоју насеља, као и мочварно тло које се простирало јужно од Саве и физички одвајало појас око тврђаве од благо уздигнутих тераса на простору где се данас уздиже град Шабац. Баир (брег, узвишење) једна је од најстаријих градских насељених зона, био је раније повезан са тврђавом дугим дрвеним мостом који је премошћавао водоплавни терен. На Баиру су, једни насупрот других, живели Турци и Срби.
Током дуготрајне турске владавине на овим просторима Шабац је постао веома значајно место на коме се одвијала трговина, и кроз које су се кретали каравани превозећи из Турске и са Блиског истока егзотичну робу у Угарску и Аустрију, а у другом смеру индустријску робу. Шабац је био веома значајан погранични град за турску империју. Кроз Шабац се, такође, одвијала веома жива унутрашња трговина између крајњих западних крајева турског царства и његових централних и источних делова. Из тог периода засигурно потичу корени трговачког духа који ће Шабац прославити у каснијим временима.
За време Аустријско-турскog ратa  (1716-1718), хабзбуршка војска је преотела Шабац од Турака. Град је остао у хабзбуршкој власти све до новог Аустријско-турскog ратa  (1737-1739), када поново потпада под турску власт. За време Аустријско-турскog ратa (1788-1791), хабзбуршка војска је 25. априла 1788. године поново освојила Шабац од Турака. Град је остао под хабзбуршком окупацијом све до 30. октобра 1791. године, када је договорена поновна предаја града Турцима, а наредног дана хабзбуршке јединице су напустиле Шабачку тврђаву.
Шабац је као град имао велики историјски и стратешки значај. Будући да се налази на повољној позицији где су се у прошлости укрштали путеви за Босну, Београд, Срем и Подриње, многе војсковође и освајачи су бирали баш подручје Шапца да ту воде одлучујуће битке. Сами Турци назвали су тврђаву на Сави „Ударач с бока”, што сведочи о стратешкој важности Шапца као утврђења и града. Такође о томе сведоче многе важне битке које су се одиграле у непосредној околини града, од Боја на Шапцу 1476, Аустријског напада на град 1788. у којој је прву војну акцију и рањавање доживео Јозеф Поњатовски, затим Мишарске битке 1806. која се одиграла на брду Мишару 5 км источно на изласку из Шапца, затим боја на Засавици недалеко од Шапца и боја на Дубљу 1815., задње битке Другог српског устанка, која се одиграла у селу Дубље у околини Шапца, па до стратешке важности Шапца у току Церске операције 1914. и форсирања Саве током битке на Чеврнтији, која се одиграла на пољу Чеврнтија између Шапца и Сремске Митровице, па до битке за Шабац из 1941-ве године. Шабац је био и једна од шест градова чији су кључеви предати књазу Михајлу. У периоду после Другог светског рата, Шабац добија на значају због фабричког погона Зорке, која је измештен из Суботице у Шабац 30-их година XX века, а који је унапређен 60-тих и 70-тих година XX века. Фабрички комплекс Зорка био је од државног приоритета за тадашњу Југославију.

### Шабац у 19. веку
Већи историјски значај за Србе Шабац добија са избијањем Првог српског устанка 1804. године. У његовој околини одиграло се неколико значајних битака између Турака и српских устаника. Код Шапца је први пут у Србији изведен ракетни напад, на Шабачку тврђаву. Најзначајнија је свакако била битка на Мишару, 1. августа (13. по новом календару) 1806. године. Мишар, село удаљено 6 km од Шапца идући ка Београду, било је поприште славног боја у коме су Срби предвођени Карађорђем Петровићем до ногу потукли силну и обесну турску војску Кулин Капетана. Ту су се храброшћу истакли многи српски јунаци, а нарочито Милош Стојићевић — Поцерац, Јаков Ненадовић, Стојан Чупић — Змај од Ноћаја, поп Лука Лазаревић, прота Смиљанић и Цинцар Јанко. Слепи песник и гуслар Филип Вишњић је поводом ове славне битке спевао једну од најпознатијих српских епских песама — Бој на Мишару. Један од најснажнијих момената ове песме је онај кад, сазнавши за исход битке и погибију Кулин Капетана, Кулинова када огорчено јеца:
„Бјео Шапцу не бијелио се већ у живој ватри изгорјео!
Јер код тебе Турци изгибоше
Црни Ђорђе да те Бог убије!”
Поробљена српска раја, бар за кратко, ослобођење од турског јарма дочекала је 27. јануара (8. фебруара по новом календару) 1807. године, када су Турци предали Шабац устаницима под Карађорђем. Тако је после 300 година ропства коначно дочекана слобода. Она се, нажалост, губи пропашћу Првог српског устанка, али је њен значај за развој града и полет који је он добио био невероватно велики. Развој и нарастање Шапца од тог времена незаустављиво напредује.
Први замах у развоју град Шабац добија по завршетку ратних дејстава у Другом српском устанку. Овај период се поклапа са временом управе просвећеног Јеврема Обреновића, брата кнеза Милоша, који је био једини писмен од браће и човек широких и напредних назора. Он је Шапцем управљао 15 година, и за то време је много тога из корена променио и унапредио укупан живот дотадашње турске касабе. Само пола године по Јевремовом доласку у Шабац, Стеван Живановић-Телемак пише Вуку Караџићу у Беч: „Шабац се на Баиру начинио да ти има шта око гледати.” Велику борбу је овај знаменити човек водио са дотадашњим назадним и превазиђеним, готово оријенталним схватањима живота код Срба. Он уноси дух европске цивилизације и град почиње да поприма изглед „пречанских” вароши. Ангажује инжењере који постављају основе за правилну, урбанизовану изградњу Шапца, гради путеве, доноси уредбе о комуналној делатности... Примерима из живота својих чланова породице учи Шапчане новитетима и тиме подстиче на почетку богатије грађане, а касније и остале, да следе њихов пример у области одевања, становања, опхођења, културних навика... Осим тога, он у Шабац доноси много тога што се у Србији прво могло срести и видети у Шапцу. Први пут се у Србији уместо традиционалних гусала или фруле могао звук клавира чути баш овде, а уместо пенџерли хартије угледати прозорско стакло, или провозати фијакером који је мамио уздахе шабачке господе. И још много које чега добио је Шабац у то време први или међу првима.
Изградњи Јевремовог конака, једне од најлепших зграда тадашње Србије, претходила је изградњи конака кнегиње Љубице у Београду, а и у архитектонском смислу му је био узор. Баш ту, у том здању, Јеврем је окупљао интелектуални крем ондашње Србије, подстичући и храбрећи њихово стваралаштво које је наилазило на неразумевање и отпор непросвећене и веома заостале средине, у чему му је помагала и његова образована кћерка Анка.
Оно што је највредније, а што је настало у Шапцу за време Јевремове владавине, свакако су, на понос Шапчана:

Окружна и варошка болница и апотека, 1826. године, прве у Србији; Основна школа 1826. године, прва у Србији после турске власти; „Главна школа”, односно гимназија која настаје 1837. године; Прве позоришне представе дају се 1840. године; Оснива се музичко друштво као претећа развијеног музичког живота у Србији — касарна, кафана итд. И по завршетку ере Јеврема Обреновића развој Шапца се динамично наставља. Сада он има велики значај као гранични град кнежевине Србије према Аустроугарској. Огроман део трговине са овим моћним суседом Србија обавља преко Шапца. Извоз свиња, коња, говеда, шљива и других традиционалних српских производа, па чак и жира, иде преко шабачке царинарнице и луке, и оставља овом граду изврсне приходе. Шабац се у то време много брже развија и напредује у односу на многе друге градове у Србији. Коначно и потпуно ослобођење од турске власти Шабац, као и Србија, дочекује 1867. године, када и последњи турски војник напушта тврђаву на Сави.
Овај догађај са одушевљењем је дочекало становништво Шапца, сада већ у великој већини српско, и ускоро се губе и последњи трагови вековног турског присуства на овим просторима.
Другу половину 19. века у развоју Шапца обележио је његов веома убрзани развој. Нарочито је развијена трговина, јављају се почетни облици индустријске производње, као и традиционална пољопривреда. Шабац се, уз Београд и Крагујевац, дефинитивно утврђује као један од најзначајнијих српских градова. У урбанистичком смислу он такође напредује. На просторима некадашњих мочвара које се исушују, ничу нове стамбене и пословне зграде. Све више је Шапчана који прихватају моделе живота европске цивилизације. Због свог тако убрзаног развоја и полета којим је одисао, као и развијеног кафанског живота, заслужио је назив „Мали Париз”. Шапчани су у то време могли да читају своје новине, и то од 1883. године, а од 1909. још 11 листова.
На размеђи векова Шабац достиже свој пуни просперитет. Граде се велелепне породичне куће у центру града, летњиковци у околини, а све то са примереним стилом и укусом који је диктирала тадашња Европа. Шабац је један од првих градова у Србији где су у кафану, углавном недељом пре подне, са својим каваљерима ишле и даме, што је до тада била само мушка привилегија а за жену готово незамислива срамота. Начин одевања и опхођења код градске господе већ је увелико као у великим пречанским варошима које су још увек узор. Почетком века на улицама се могу видети већ и по неки аутомобил и „велосипед”. Градски живот постаје пријатна комбинација рада, одмора и забаве, а исти се удисао пуним плућима. Добру илустрацију оваквог шабачког мераклијског и боемског начина живота имамо у стиховима песника Драгише Пењина:
„Кад је деда лумповао, на три шора и два сквера, возили су штап и шешир два посебна фијакера”

### Шабац у Првом светском рату
Овакву готово идиличну слику прекида страховита катастрофа оличена у Првом светском рату. Велике војне операције које су се током четири ратне године догађале на овим просторима, као и крвожедна освета аустроугарске солдатеске због изгубљених битака на бојном пољу, кулминирале су страховитим страдањем Шапца и његове околине. Град порушен, попаљен и опљачкан, села у околини такође. Народ, што побијен, што расељен, измрцварен и оболео, у великој материјалној беди, са болном радошћу дочекује слободу 1918. године. Од предратних 14.000 становника, једва да је у животу остало 7000, а и број постојећих кућа је био више него преполовљен. Непријатељ није поштедео чак ни шабачку цркву. По наводима Делфе Иванић у цркви у Шапцу је стрељано митраљезом преко 500 наших људи за време Првог светског рата.
Колика је утеха што се овај град опет издвојио у Србији, али сада по страдалаштву, и по своја три јединствена ордена добијена за ратне заслуге: француски Ратни крст са палмом (1920), чехословачки Ратни крст (1925) и Карађорђева звезда.
После свог великог пострадања Шабац је назван, као пандан славном француском граду, „Српски Верден”.
У непосредној близини града, на обронцима планине Цер, догодила се чувена Церска битка, августа 1914. године. Величанствена победа српске војске под командом генерала Степе Степановића, који тада бива унапређен у звање војводе, прва је савезничка победа у Првом светском рату.

### Период између два светска рата
У периоду између Првог и Другог светског рата он је ипак успевао да се развија и расте, и то пре свега, захваљујући веома развијеном занатству, трговини, пољопривреди... Пред сам крај тог периода, 1938. године, у Шабац је премештена Хемијска индустрија „Зорка” која је дотле радила у Суботици (пуштена у рад 8. новембра те године), највећа хемијска индустрија у Краљевини Југославији. Она ће обележити каснији вишедеценијски период развоја града и постати готово синоним за Шабац.
У овом периоду су саграђени Стари мост (1932), филијала Народне банке (1937)... Градња кеја на Сави је почела 1938. На 15.000 Шапчана је долазило преко 130 кафана. Пред рат је грађена нова болница, а стара, из Јевремовог времена, радила је с недовољним средствима.
Како се после највећих катастрофа живот ипак наставља даље, тако је и Шабац наставио свој послератни живот у новој држави и у нешто измењеним околностима. Та промена огледа се највише у чињеници да се државна граница сада померила знатно на север, а Шабац је остао у унутрашњости. Неке привилегије које је до тада имао неповратно су нестале и капитал се више није у оној мери сливао у овај град.

### Шабац током Другог светског рата
После тек нешто више од две деценије мира и спокоја, ратни ужас поново захвата Европу, па самим тим и Шабац. Други светски рат свом својом жестином сручио се и на ове просторе, и већ у првој ратној години Шабац жестоко страда. Септембра 1941. године Немци брутално протерују око 5.000 Шапчана у сремачко село Јарак, где су били смештени у импровизованом логору. Са тог марша, „Крвавог марша”, како је касније назван, многи се никад нису вратили кући. Током рата у Шапцу је постојао концентрациони логор кроз који је за четири ратне године прошло око 25.000 грађана. Укупне жртве које је овај град дао током Другог светског рата износе око 7.000 људи. Слобода је коначно стигла 23. октобра 1944. године.

### Модерни Шабац
Прве послератне године, као и у целој Југославији, обележене су великим полетом и ентузијазмом у изградњи и обнови ратом уништених добара. Носилац развоја модерног Шапца је све развијенија и снажнија хемијска индустрија, тј. фабрика „Зорка”. Убрзано се граде нова привредна постројења, уређује путна мрежа, спроводи електрификација... Уместо многих дотрајалих уџерица граде се нове модерне зграде. Нажалост, понешто што је давало дух старом Шапцу се и губи, али то је данак новом времену које као да није увек имало стрпљења да се бави емотивном страном живота. Седамдесетих година Шабац доживљава до тада невиђени процват. За неколико година у том периоду предузима се неколико капиталних подухвата који сасвим мењају изглед овог града. На некадашњој Бенској бари, мочварном тлу, на ком су се вековима гнездиле птице, а заправо само неколико стотина метара од центра града, ниче ново стамбено насеље. Нови бетонски мост преко Саве, Спортска хала „Зорка” са затвореним базеном и фудбалским игралиштем, Хотел „Слобода” „Б” категорије, Градски стадион, нове школе, обданишта, домови културе, аутобуска станица... Огроман број комфорних породичних кућа гради се како у самом граду, тако и на дотадашњој периферији Тријангли, Касарским и Шипурским ливадама, Летњиковцу... Насеља која су до тада физички била одвојена од Шапца по неколико километара сада почињу да се спајају са градом као што је случај са Думачом, Поцерским Причиновићем, Јевремовцем, Богосавцем, Мајуром итд. У последњих пет година Шабац се инфраструктурно веома развио. Савремени изглед, који га враћа некадашњем надимку „Мали Париз”, употпуњен лепим уређењем саме градске четврти, одаје слику модерног средњоевропског града.
Дана 22. маја 1999. године на Шабац је бачено 10 бомби и притом је погођен део касарне у ширем центру града и у том нападу је настрадала једна особа.
Током маја 2014. Шабац је погодила велика поплава. Мобилисано је на хиљаду људи из Шапца и Србије како би се град изборио са поплавом.
У Шапцу се налази пешачка зона са околним објектима значајним делима архитектуре.
Током средњег века, на месту данашњег Шапца постојало је словенско насеље звано Заслон, што је означавало некакав брег, узвишење, или заклон од водених непогода. Постојање овог насеља забележено је у дубровачким списима из 1454. године.

## Климатске карактеристике
На подручју Шапца влада умереноконтинентална клима. Због отворености према Панонској низији његови низијски делови на северу су под утицајем панонске континенталне климе, а брежуљкасто планински југ и југозапад до 700 м надморске висине под утицајем планинске климе. Падавине представљају веома значајан климатски елеменат. Поред температуре ваздуха оне су од изузетног значаја за опстанак биљног света. Количина, као и годишњи и територијални распоред падавина су различити. Количина падавина се повећава од североистока ка југу и југозападу.
Шабац на обали реке Саве, а општина излази и на реку Дрину, међусобно повезане каналском мрежом и богатством подземних, пијаћих и геотермалних вода. Путно повезан, у близини Београда и Новог Сада, Лознице, Ваљева, Бијељине — можемо рећи у центру региона.
У лето 2023. Шабац је погодила као и остатак Србије суперћелијска олуја, која је оштетила многе објекте и дрвеће у граду.

## Привреда
Обележја привредног развоја града Шапца су: динамичност и позитиван друштвени производ. Позитивна кретања у привреди резултат су, између осталог: традиционално развијеног предузетништва са трговачким наслеђем, дуге традиције у индустријској производњи, великог броја успешно приватизованих предузећа, као и присуства страних инвеститора. Подршка локалне самоуправе и једноставност процедура представљају снагу економског развоја града.
Доминантне индустријске гране у привредној активности града су:
- хемијска индустрија
- фармацеутска индустрија
- металопрерађивачка индустрија
- машинска индустрија
- прехрамбена индустрија
- грађевинарство и индустрија грађевинског материјала
- дрвопрерађивачка и тапетарска индустрија
- текстилна индустрија
- графичка индустрија

У Шапцу послује близу 4.500 привредних субјеката (3.000 предузетника). Приватна својина је доминантан облик власништва.
Финансијске услуге пружа 31 домаћа и страна банка и 6 осигуравајућих друштава.
Најснажнији страни инвеститори су Ју-ес Стил, Алианс Оне Тобако, Интерекс, Стада, Алас Интернационал, Интерсел, Меркатор, Метро.

## Култура и уметност
Град Шабац има богату историју, са посебним нагласком на развој културе у граду. Кључни период на који се овај пројекат концептуално и тематски ослања је XIX век, период доласка Јеврема Обреновића на власт (1816. године) до светских ратова у којима је град претрпео велика уништења. Данас је град Шабац један од најразвијенијих у Србији, који је 2010. године добио званично признање у акцији „Општине и градови будућности”, поставши „Привредни град будућности”.
Млади у Шапцу проводе време на различите начине, град има тврђаву на реци и градску плажу, велики број фудбалских терена (више од 3 професионална), свака основна школа има салу за физичко и спортске терене, град има хиподром и градски стадион. Сви простори рекреације су простори окупљања младих. Постоје два већа парка и мноштво малих отворених простора намењених окупљању и игри. Постоји и отворени скејт парк, и мноштво отворених градских тргова и платоа који су састајалишта младих. Главна улица, која је предвиђена за одржавање програма овог пројекта је позната и као Корзо, и има традицију окупљања и проласка њоме дугу од када град постоји.
Од отварања Школе за уметничке занате, уметност је популарна међу младима у Шапцу, те постоји велико интересовање за све области визуелног уметничког стваралаштва. У организацији Удружења ликовних стваралаца Шапца редовно се одржавају изложбе младих стваралаца. Културна понуда града је богата, али се већина активности везаних за уметност (Октобарски Салон, програми КЦ, изложбе Музеја и КЦ, ...) дешавају у затвореном простору. Од културних активности на отвореном највећи догађај је Шабачки летњи фестивал, који у програму има и излагачке активности, позоришне представе и биоскоп на отвореном. Сви ови садржаји (представе, концерти, манифестације) су веома посећени што говори да су млади заинтересовани за све што се дешава у отвореним просторима.
Образовне и културно-уметничке институције у граду су:
- Шабачка библиотека
- Шабачко позориште
- Шабачки музеј
- Шабачка гимназија
- Међуопштински историјски архив
- Kултурни центар Шабац
- Дом културе Прњавор
- Куд Абрашевић
- Удружење ликовних стваралаца Шапца
- Колектив - Независна уметничка асоцијација
- Завичајно удружење књижевних стваралаца Шапца
- Популарна музика и бендови у Шапцу

Од 2010. године се у организацији УГ „Церски марш” одржава истоимена манифестација у част српских ратника, учесника Церске битке. У месецу августу се организује поход у дужини од 35 km од Шапца до Текериша, на Церу и код спомен костурнице се одаје пошта и помен погинулим ратницима.

## Саобраћај
Шабац представља саобраћајни чвор регионалног значаја који има предуслов да прерасте у центар интегралног транспорта. Потенцијале у области саобраћаја представљају повољни природни услови за изградњу саобраћајне инфраструктуре, јер 98% Општине чине равничарски и брежуљкасти терени испод 300 m надморске висине, са малим ограничењима за изградњу саобраћајница. Посебне повољности леже у близини ауто-пута Београд-Загреб, близини терминала ваздушног саобраћаја у Сурчину. Магистрални путни правци који се укрштају на подручју Општине су М19 (Београд-Обреновац-Шабац-Лозница-Мали Зворник) и М21 (Нови Сад-Рума-ауто-пут-Шабац-Ваљево-Ужице). Постоји развијена мрежа регионалних и локалних путева. Активна је и железничка пруга Рума-Шабац-Лозница-Мали Зворник-БиХ са станицом за путнички и теретни саобраћај у Шапцу. Општина је на пловном делу реке Саве и има могућност повезивања на речни саобраћајни систем Србије и Европе.

### Друмски саобраћај
Дужина и стање путне мреже у општини су:
- магистрални путеви 59,5 км (сви асфалтирани)
- регионални путеви 111,4 км (сви асфалтирани)
- локални путеви 304,2 км (асфалтирано 187,8 км)
- некатегорисани путеви 2700 км (асфалтирано само око 20 км)
- улице у граду 105 км

Бициклистичка инфраструктура
Изразито повољна конфигурација терена и навике становништва да користе бицикл као превозно средство су свакако добар предуслов да се бициклистичком саобраћају обезбеди неопходан простор у градском урбаном подручју Шапца.
У граду постоје три функционалне бициклистичке стазе укупне дужине 2,5 км и налазе се дуж делова улица Поцерске и 6. пука, док је трећа стаза самостална (невезана за ток улице) и пролази кроз Трг шабачких жртава.
Поред наведених стаза, у граду постоје бициклистичке траке (на коловозу) у улицама Краља Александра и Савској, укупне дужине 630 м (у једном смеру).
Раније је у Шапцу постојало више бициклистичких стаза, на чијем месту се сада налазе уздужна паркинг места за аутомобиле (пример Поп Лукине улице) или су у нефункционалном стању (пример улица Хајдук Вељкова и Војводе Путника).

### Железнички саобраћај
Кроз Шабац пролази железничка пруга која спаја Руму (која се налази на коридору X) и преко Шапца, Лознице и Зворника прелази реку Дрину и повезује Србију са БиХ. Крак који је повезивао ову пругу са Богатићем (Петловача — Богатић) је угашен. Пруга се у последње време користи скоро искључиво за транспорт робе и сировина (за потребе фабрике Зорка Шабац) а транспорт путника је скоро занемарљив. Шабац има проблем неповољне локације железничке станице и неповољно (за град и железницу) прикључење источне радне зоне на железничку пругу. Северна радна зона није прикључена на железницу.
Најважнији текући проблеми опоравка и развоја овог сектора су: дотрајалост инфраструктуре, недостатак вучних и возних средстава, недостатак савремених информационих средстава, недостатак и неусаглашеност прописа који би убрзали процес рада на свим нивоима, неадекватна организација самог система железнице, а нема довољне примене савремених техника у грађењу и одржавању пруга. Расположиви технички капацитет се користи 50-60% а радно време упослених 50%.
Потенцијали леже у саобраћајно географски положају региона, постојећој инфраструктура и могућности релативно брзе ревитализације инфраструктуре, возила и других постројења.

### Водни саобраћај
Поред Дунава, река Сава је наша најзначајнија водна саобраћајница. Кроз Шабац протиче река Сава која је пловна на овом делу и која чини да је Шабац преко Дунава повезан са већином речних пловних праваца у Европи и даље са Црним морем.
Потенцијали су у саобраћајно географском положају региона, као и чињеница да не постоје отворене луке и пристаништа за међународни саобраћај на реци Сави у Србији.
Одржавање и обележавање реке Саве је веома слабо, те је стање пловног пута веома лоше, услови пловидбе тешки, а безбедност пловидбе сведена на веома низак ниво. Шабац нема луку, али има пристаниште које организационо припада ХК ; водни саобраћај РПК Ваљево се одвија преко овог пристаништа (у претходним годинама се преко овог пристаништа вршио претовар концентрата цинка, цинка у блоку, сировог сулфата и каљеве соли)
Гравитационо подручје пристаништа Шабац покрива Мачвански округ, део Срема и источни део Републике Српске, оспособљено је за претовар током целе године и располаже са две дизалице носивости 5 односно 6 тона. Пристаниште има железничку инфраструктуру и сопствене локомотиве
Проблеми и ограничења развоја леже првенствено у недостатку инвестиционих средстава. Такође, није урађена категоризација реке Саве као међународног пловног пута. Корито реке Саве није регулисано за пловидбу при ниском водостају. Габарити пловног пута за реку Саву нису утврђени.

### Тренутна административна структура
- Шабац:
  - градске месне заједнице:
    - Баир
    - Бенска Бара
    - Касарске ливаде
    - Доњи Шор
    - Жика Поповић
    - Јевремова
    - Камичак
    - Камењак
    - Летњиковац
    - Преки шор
    - Триангла
    - Шипурске Ливаде
- приградска насеља:
  - Поцерски Причиновић
  - Јеленча
  - Јевремовац
  - Мишар
  - Горња Врањска
  - Мајур

## Образовање
Писменост становништва је на завидном нивоу уз већи број високо образованих и креативних појединаца способних да дају свој допринос развоју шире друштвене заједнице уз традиционално врло развијено предузетништво представљају велику снагу општине.

### Основне школе
У Шапцу има 12 потпуних основних школа и једна специјална основна школа. Број ученика обухваћених основним школовањем је 11566, а наставника има 627 (са вишом школом 456, са факултетским образовањем 164 и 5 магистара).
- Основна школа „Јанко Веселиновић”
- Основна школа „Јеврем Обреновић”
- Основна школа „Лаза К. Лазаревић”
- Основна школа „Вук Караџић”
- Основна школа „Стојан Новаковић”
- Основна школа „Ната Јеличић”

### Средње школе
У Шапцу има 8 средњих школа.
- Шабачка гимназија
- Средња пољопривредна школа са домом ученика
- Медицинска школа „Др Андра Јовановић”
- Економско — трговинска школа
- Стручна хемијска и текстилна школа „Др Давид Божовић“
- Техничка школа
- Музичка школа „Михаило Вукдраговић”
- Школа примењених уметности

### Високошколске установе
У Шапцу има 3 државне Високе школе струковних студија.
- Висока пољопривредна школа струковних студија
- Висока медицинска и пословно-технолошка школа струковних студија (Стари назив: Висока технолошка школа струковних студија)
- Висока школа струковних студија за образовање васпитача[17]

## Шабачки медији
- ТВ Шабац-Радио Шабац
- ТВ Ас-Радио Ас
- Радио Глас цркве
- Радио Скала
- Подринске новине[18]
- Новине Глас Подриња

## Туризам
Туристичка организација општине Шабац, правни је наследник некадашњег Туристичког савеза општине Шабац. У овом облику организације постоји од 1995. године. Њена права активност почиње да се реализује од пролећа 1996. године. Њене функције унапређењу туристичке понуде Шапца су бројне и разноврсне. Најважније су следеће:
- Очување, заштита и валоризација туристичких вредности на нивоу општине и града Шапца,
- Иницирање и осмишљавање нових активности на унапређењу квалитета туристичке понуде Шапца,
- Координација активности разноврсних субјеката који чине туристичку понуду и обједињавање у јединствен туристички производ Шапца,
- Организација информативно-пропагандне делатности као и промотивна функција,
- Организација најзначајнијих туристичких манифестација на нивоу Општине као што су: Фестивал цвећа „Руже Липолиста”, Међународни пливачки маратон „Јарак-Шабац”, „Чивијада”, „Дани ракије”[19] и друге,
- Осмишљавање, издавање и дистрибуција сувенира Шапца,
- Анимација сеоских домаћинстава у циљу развоја сеоског туризма на нивоу Општине, као и других видова туризма,
- Сарадња са туристичким организацијама градова и општина као и са Туристичком организацијом Србије,
- Представљање туристичке понуде Шапца на сајмовима туризма, туристичким берзама и туристичким манифестацијама у земљи и иностранству.

## Спорт
Најпознатији спортски колектив из Шапца је Рукометни клуб Металопластика, двоструки освајач Купа европских шампиона и вишеструки првак државе. У Суперлиги Србије такмичи се и Женски рукомети клуб Медицинар, првак државе у сезони 2016/17.
Што се осталих колективних спортова тиче, у највишем рангу државног такмичења наступају Фудбалски клуб Мачва, Ватерполо клуб Шабац и Женски кошаркашки клуб Шабац.
Значајне успехе током последњих деценија постизали су шабачки кајакаши. Кајак клуб „Зорка-Колор” је вишеструки државни првак, а изнедрио је и велики број репрезентативаца.
Од спортске инфраструктуре истичу се Хала спортова Зорка, стадион ФК Мачве и Градски базен.

### Шабачки спортисти учесници олимпијских игара
- Миле Исаковић (1958) Југославија — рукомет, ЛОИ 1980. 6. место, ЛОИ 1984. злато
- Слободан Кузмановски (1962) Југославија — рукомет, ЛОИ 1984. злато, ЛОИ 1988. бронза
- Драгица Ђурић (1963) Југославија — рукомет, ЛОИ 1984. злато, ЛОИ 1988. 4. место
- Владан Матић (1970) Србија и Црна Гора — рукомет, ЛОИ 2000. 4 место
- Биљана Митровић - Топић (1977) Србија и Црна Гора — атлетика ЛОИ 2000. 4×100 м 21. место; Србија — атлетика троскок ЛОИ 2008. 13. место, ЛОИ 2012. 25. место
- Бојан Незири (1982) Србија и Црна Гора — фудбал ЛОИ 2004. 16. последње место
- Александар Алексић 1992. Србија — кајак четворосед ЛОИ 2012. 9. место
- Драгана Гладовић 1992. Србија — теквондо ЛОИ 2012. 7 место
- Небојша Грујић 1991. Србија — кајак двосед ЛОИ 2016. 6. место
- Дејан Пајић 1989. Србија — кајак једносед и четворосед ЛОИ 2016. 15. и 8. место

## Демографија
У насељу Шабац живи 44704 пунолетна становника, а просечна старост становништва износи 39,0 година (37,7 код мушкараца и 40,2 код жена). У насељу има 19585 домаћинстава, а просечан број чланова по домаћинству је 2,82.
Ово насеље је великим делом насељено Србима (према попису из 2002. године), а у последња три пописа, примећен је пораст у броју становника.
|             | \| Демографија[20] \| Демографија[20] \| Демографија[20] \| \| Година \| Становника \| Становника \| \| --------------- \| --------------- \| --------------- \| \| 1948. \| 16.243 \| \| \| 1953. \| 19.894 \| \| \| 1961. \| 30.352 \| \| \| 1971. \| 42.075 \| \| \| 1981. \| 52.177 \| \| \| 1991. \| 54.637 \| 53.653 \| \| 2002. \| 55.163 \| 57.313 \| \| 2011. \| 53.919 \| \| \| 2022. \| 51.163 \| \| |            |
| Демографија | |            |
| Година      | Становника | Становника |
| 1948.       | 16.243 |            |
| 1953.       | 19.894 |            |
| 1961.       | 30.352 |            |
| 1971.       | 42.075 |            |
| 1981.       | 52.177 |            |
| 1991.       | 54.637 | 53.653     |
| 2002.       | 55.163 | 57.313     |
| 2011.       | 53.919 |            |
| 2022.       | 51.163 |            |

| Етнички састав према попису из 2002.‍ | Етнички састав према попису из 2002.‍ | Етнички састав према попису из 2002.‍ | Етнички састав према попису из 2002.‍ | Етнички састав према попису из 2002.‍ |
| ------------------------------------ | ------------------------------------ | ------------------------------------ | ------------------------------------ | ------------------------------------ |
|                                      |                                      |                                      |                                      |                                      |
| Срби                                 | Срби                                 |                                      | 52.351                               | 94,90%                               |
| Муслимани                            | Муслимани                            |                                      | 489                                  | 0,88%                                |
| Југословени                          | Југословени                          |                                      | 374                                  | 0,67%                                |
| Роми                                 | Роми                                 |                                      | 151                                  | 0,27%                                |
| Црногорци                            | Црногорци                            |                                      | 148                                  | 0,26%                                |
| Хрвати                               | Хрвати                               |                                      | 107                                  | 0,19%                                |
| Македонци                            | Македонци                            |                                      | 61                                   | 0,11%                                |
| Мађари                               | Мађари                               |                                      | 50                                   | 0,09%                                |
| Горанци                              | Горанци                              |                                      | 39                                   | 0,07%                                |
| Словенци                             | Словенци                             |                                      | 19                                   | 0,03%                                |
| Руси                                 | Руси                                 |                                      | 9                                    | 0,01%                                |
| Украјинци                            | Украјинци                            |                                      | 8                                    | 0,01%                                |
| Словаци                              | Словаци                              |                                      | 8                                    | 0,01%                                |
| Румуни                               | Румуни                               |                                      | 8                                    | 0,01%                                |
| Немци                                | Немци                                |                                      | 8                                    | 0,01%                                |
| Бугари                               | Бугари                               |                                      | 8                                    | 0,01%                                |
| Бошњаци                              | Бошњаци                              |                                      | 8                                    | 0,01%                                |
| Чеси                                 | Чеси                                 |                                      | 5                                    | 0,00%                                |
| Русини                               | Русини                               |                                      | 5                                    | 0,00%                                |
| Албанци                              | Албанци                              |                                      | 4                                    | 0,00%                                |
| Буњевци                              | Буњевци                              |                                      | 2                                    | 0,00%                                |
| непознато                            | непознато                            |                                      | 759                                  | 1,37%                                |

| \| \| м \| \| \| ж \| \| ? \| 232 \| \| \| 279 \| \| 80+ \| 188 \| \| \| 399 \| \| 75—79 \| 553 \| \| \| 870 \| \| 70—74 \| 1.004 \| \| \| 1.385 \| \| 65—69 \| 1.319 \| \| \| 1.667 \| \| 60—64 \| 1.325 \| \| \| 1.484 \| \| 55—59 \| 1.340 \| \| \| 1.456 \| \| 50—54 \| 2.160 \| \| \| 2.414 \| \| 45—49 \| 2.356 \| \| \| 2.743 \| \| 40—44 \| 1.958 \| \| \| 2.420 \| \| 35—39 \| 1.707 \| \| \| 1.995 \| \| 30—34 \| 1.757 \| \| \| 1.899 \| \| 25—29 \| 1.822 \| \| \| 2.099 \| \| 20—24 \| 2.140 \| \| \| 2.047 \| \| 15—19 \| 1.989 \| \| \| 1.907 \| \| 10—14 \| 1.629 \| \| \| 1.541 \| \| 5—9 \| 1.390 \| \| \| 1.322 \| \| 0—4 \| 1.256 \| \| \| 1.111 \| \| Просек : \| 37,7 \| \| \| 40,2 \| |       |  |  |       |
| |       |  |  |       |
| | м     |  |  | ж     |
| ? | 232   |  |  | 279   |
| 80+ | 188   |  |  | 399   |
| 75—79 | 553   |  |  | 870   |
| 70—74 | 1.004 |  |  | 1.385 |
| 65—69 | 1.319 |  |  | 1.667 |
| 60—64 | 1.325 |  |  | 1.484 |
| 55—59 | 1.340 |  |  | 1.456 |
| 50—54 | 2.160 |  |  | 2.414 |
| 45—49 | 2.356 |  |  | 2.743 |
| 40—44 | 1.958 |  |  | 2.420 |
| 35—39 | 1.707 |  |  | 1.995 |
| 30—34 | 1.757 |  |  | 1.899 |
| 25—29 | 1.822 |  |  | 2.099 |
| 20—24 | 2.140 |  |  | 2.047 |
| 15—19 | 1.989 |  |  | 1.907 |
| 10—14 | 1.629 |  |  | 1.541 |
| 5—9 | 1.390 |  |  | 1.322 |
| 0—4 | 1.256 |  |  | 1.111 |
| Просек : | 37,7  |  |  | 40,2  |

| Година пописа     | 1948. | 1953. | 1961. | 1971.  | 1981.  | 1991.  | 2002.  |
| ----------------- | ----- | ----- | ----- | ------ | ------ | ------ | ------ |
| Број домаћинстава | 5.328 | 6.462 | 9.507 | 13.444 | 17.323 | 18.030 | 19.585 |

| Број чланова      | 1     | 2     | 3     | 4     | 5     | 6   | 7   | 8  | 9  | 10 и више | Просек |
| ----------------- | ----- | ----- | ----- | ----- | ----- | --- | --- | -- | -- | --------- | ------ |
| Број домаћинстава | 4.056 | 4.759 | 4.373 | 4.468 | 1.250 | 509 | 109 | 39 | 13 | 9         | 2,82   |

| Пол    | Укупно | Неожењен/Неудата | Ожењен/Удата | Удовац/Удовица | Разведен/Разведена | Непознато |
| ------ | ------ | ---------------- | ------------ | -------------- | ------------------ | --------- |
| Мушки  | 21.850 | 6.337            | 13.708       | 774            | 808                | 223       |
| Женски | 25.064 | 5.496            | 13.863       | 3.656          | 1.827              | 222       |
| УКУПНО | 46.914 | 11.833           | 27.571       | 4.430          | 2.635              | 445       |

| Пол    | Укупно                    | Пољопривреда, лов и шумарство | Рибарство                            | Вађење руде и камена | Прерађивачка индустрија       |
| ------ | ------------------------- | ----------------------------- | ------------------------------------ | -------------------- | ----------------------------- |
| Мушки  | 10.029                    | 261                           | 1                                    | 19                   | 3.258                         |
| Женски | 8.329                     | 168                           | 1                                    | 5                    | 1.721                         |
| Укупно | 18.358                    | 429                           | 2                                    | 24                   | 4.979                         |
|        |                           |                               |                                      |                      |                               |
| Пол    | Производња и снабдевање   | Грађевинарство                | Трговина                             | Хотели и ресторани   | Саобраћај, складиштење и везе |
| Мушки  | 316                       | 596                           | 1.543                                | 203                  | 882                           |
| Женски | 96                        | 166                           | 1.689                                | 268                  | 343                           |
| Укупно | 412                       | 762                           | 3.232                                | 471                  | 1.225                         |
|        |                           |                               |                                      |                      |                               |
| Пол    | Финансијско посредовање   | Некретнине                    | Државна управа и одбрана             | Образовање           | Здравствени и социјални рад   |
| Мушки  | 106                       | 290                           | 703                                  | 407                  | 395                           |
| Женски | 213                       | 283                           | 491                                  | 817                  | 1.401                         |
| Укупно | 319                       | 573                           | 1.194                                | 1.224                | 1.796                         |
|        |                           |                               |                                      |                      |                               |
| Пол    | Остале услужне активности | Приватна домаћинства          | Екстериторијалне организације и тела | Непознато            | Непознато                     |
| Мушки  | 320                       | 0                             | 0                                    | 729                  | 729                           |
| Женски | 277                       | 0                             | 1                                    | 389                  | 389                           |
| Укупно | 597                       | 0                             | 1                                    | 1.118                | 1.118                         |

## Партнерски градови
| - Кралупи на Влтави, Чешка - Аргостоли, Грчка (1995) - Фуџими, Јапан (1982) - Кирјат Ата, Израел - Цеље (2024) |

## Познате личности
У периоду који обухвата развој града током XIX и XX века, Шабац даје знатан број личности из различитих области, од културе, образовања, спорта и научног стваралаштва. Истичу се:
- Милош Стојићевић Поцерац (1776—1811), војвода, великан и јунак Првог српског устанка
- Јеврем Обреновић (1790—1856), политичар, први градоначелник града Шапца
- Др Сава Петровић (1839—1889), лекар, санитетски пуковник, дописни члан Српске краљевске академије
- Милорад Поповић Шапчанин (1841—1895), песник, приповедач, романописац
- Стојан Новаковић (1842—1915), књижевник, академик, дипломата
- Лаза К. Лазаревић (1851—1891), књижевник и лекар
- Др Драга Љочић (1855—1926), прва жена — лекар у Србији
- Владимир М. Јовановић (1859—1899), песник
- Јанко М. Веселиновић (1862—1905), књижевник
- Сима Тројановић (1862—1935), етнолог и антрополог
- Милорад Рувидић (1863—1914), архитект[24]
- Ђорђе Нешић (1873—1959), лекар
- Андра Јовановић (1875—1953), лекар, добротвор
- Владимир Станимировић (1881—1956), књижевник, правник, преводилац
- Станислав Винавер (1891—1955), песник, преводилац и приповедач
- Софка Николић (1907—1982), српска певачица народне музике
- Љубиша Јовановић (1908—1971), југословенски, српски позоришни и филмски глумац
- Оскар Давичо (1909—1989), књижевник
- Мика Митровић Јарац (1912—1941), народни херој
- Вера Благојевић (1920—1942), народни херој
- Драгиша Пењин (1925—2000), књижевник
- Михаило Ђурић (1925—2011), филозоф, академик САНУ
- Захарије Трнавчевић (1926—2016), новинар и политичар
- Игор Белохлавек (1928—1993), муралиста и ликовни педагог
- Милић од Мачве (1934—2000), сликар
- Владислав Лалицки (1935—2008) сценограф, костимограф, сликар
- Иван Глишић (1942—) писац, сликар, новинар, текстописац
- Душан Ковачевић (1948—), академик САНУ, драмски писац, сценариста и позоришни радник
- Шабан Шаулић (1951—2019), певач
- Љуба Аличић (1955—), певач
- Бранислав Лечић (1955—), глумац, политичар
- Миле Исаковић (1958—), рукометаш
- Веселин Вуковић (1958—), рукометаш
- Веран Матић (1962-), српски новинар,
- Митар Паликућа (1974—), српски параолимпијац
- Нина Јанковић (1988—), глумицa
- Чедомир Рајачић (1960---), певач
- Марија Ратковић (1982—  ), списатељица, новинарка, теоретичарка, активисткиња
- Сања Петровић Тодосијевић (1977—), историчарка и активисткиња

## Галерија
- Шабачка библиотека
- Господар Јевремова улица
- Споменик Господар Јеврему
- Шабачки културни центар
- Зграда „Тријумф”
- Фонтана у кругу болнице
- Дуњића кућа
- Хотел „Слобода”
- Зграда позоришта
- Зграда поште
- Зграда општине
- Шабачка тврђава
- Кафана „Шаран”
- Водоторањ на Летњиковцу
- Нови градски трг
- Нови градски трг
- Зграда старе шабачке синагоге
- Михајловац (вашариште)